# Ерик Дурм
Ерик Дурм (на немски: Erik Durm) е германски футболист. Роден е на 12 май 1992 в Пирмазенс. Играе като ляв бек и се състезава за германския Борусия Дортмунд.

## Клубна кариера

### Ранна кариера
Дурм започва своята кариера в отбора на СГ Ришвайлер, след което се емсти в академията на Саарбрюкен през 2008 година. През сезон 2009/10 става голмайстор на младежката лига с 13 гола. Дурм е забелязан i преминава в юношеския отбор на Майнц 05, с който печели Младежката купа за сезон 2010/11. На 4 декември 2010 година изиграва първия си мач за втория отбор на Майнц 05 срещу Елверсберг в мач от първенството Регионаллига.
През сезон 2011/12 е несменяем титуляр за втория отбор на Майнц 05 и вкарва седем гола в първите десет мача на тима. В седмия кръг отбелязва два гола срещу втория отбор на Айнтрахт Франкфурт. През първия полусезон отбелязва девет гола, а през втория добавя още четири. На ркая на сезона Майн 05 и Борусия Дортмунд му предлагат професионален договор, но той отказва предложението на досегашния си клуб.

### Борусия Дортмунд
През лятото на 2012 година Дурм подписва договор с Борусия Дортмунд и заиграва във втория отбор на клуба. На 21 юли 2012 година дебютира за втория отбор на Дортмунд срещу Оснабрюк. На 18 май 2013 година Дурм играе в последния мач за сезона в Трета лига срещу втория отбор на Щутгарт.
През сезон 2013/14 Дурм е преместен в първия отбор на Борусия Дортмунд. Дебютът му е на 10 август 2013 година, появявайки се като резерва в 87-ата минута на мястото на Роберт Левандовски при победата с 4-0 над Аугсбург. На 1 октомври 2013 година дебютира в турнира Шампионска лига при победата с 3-0 над Олимпик Марсилия.
На старта на сезон 2014/15 Дурм се появява като резерва в мача за Суперкупата на Германия. Първия си гол в Първа Бундеслига отбелязва на 9 май 2015 година при победата с 2-0 над Херта.

## Национален отбор
През 2011 година Дурм играе за националните отбори на Германия до 19 и до 20 години. На 31 май 2011 година дебютира за националния отбор на Германия до 19 години при победата с 3-0 над Унгария, вкарвайки два гола в мача. Дебюта си за отбора до 20 години прави срещу Полша. Първия си мач за Германия (до 21 години) изиграва при нулевото равенство срещу Франция (до 21 години).
На 1 юни 2014 година Дурм дебютира за Германия при равенството 2-2 срещу Камерун в контролата срещу в Мьонхенгладбах. Играе 85 минути преди да бъде сменен от Бенедикт Хьоведес.
На 2 юни Дурм е избран в окончателния състав на Германия за Световното първенство в през 2014 в Бразилия. Германия става световен шампион, а Дурм не се появява в нито една среща от турнира.

## Успехи

### Клубни

#### Борусия Дортмунд
Суперкупа на Германия (2): 2013, 2014

### Национални
Световно първенство: 2014